# Journal of Orofacial Pain
Das Journal of Orofacial Pain, abgekürzt J. Orofac. Pain, ist eine wissenschaftliche Fachzeitschrift, die vom Quintessence-Verlag veröffentlicht wird. Die Zeitschrift wurde 1987 unter dem Namen „Journal of Craniomandibular Disorders, Facial & Oral Pain“ gegründet und wechselte 1993 zum derzeit gültigen Namen. Sie ist das offizielle Publikationsorgan der „American Academy of Orofacial Pain“ sowie der „European, Australian, Asian and Ibero-Latin Academies of Craniomandibular Disorders“; die Zeitschrift erscheint mit vier Ausgaben im Jahr. Es werden Arbeiten veröffentlicht, die sich mit gesundheitlichen Problemen des Kiefers beschäftigen.
Der Impact Factor lag im Jahr 2012 bei 2,387. Nach der Statistik des ISI Web of Knowledge wird das Journal mit diesem Impact Factor in der Kategorie Zahnmedizin & Kieferchirurgie an 16. Stelle von 83 Zeitschriften geführt.